# Cadmium-116
Cadmium-116 of 116Cd is een langlevende radioactieve isotoop van cadmium, een overgangsmetaal. De abundantie op Aarde bedraagt 7,49%.
Cadmium-116 ontstaat onder meer bij het radioactief verval van zilver-116 en indium-116.

## Radioactief verval
Cadmium-116 vervalt door dubbel β−-verval tot de stabiele isotoop tin-116:
{\displaystyle {\ce {{^{116}_{48}Cd}->{^{116}_{49}In}+{e^{-}}+{\bar {\nu }}_{e}}}}
{\displaystyle {\ce {{^{116}_{49}In}->{^{116}_{50}Sn}+{e^{-}}+{\bar {\nu }}_{e}}}}
De halveringstijd bedraagt 30 triljoen jaar. Omdat deze waarde groter is dan de leeftijd van het universum, wordt deze isotoop vaak als stabiel beschouwd.
94Cd · 95Cd · 96Cd · 97Cd · 98Cd · 98mCd · 99Cd · 100Cd · 101Cd · 102Cd · 103Cd · 104Cd · 105Cd · 106Cd · 107Cd · 108Cd · 109Cd · 109m1Cd · 109m2Cd · 110Cd · 111Cd · 111mCd · 112Cd · 113Cd · 113mCd · 114Cd · 115Cd · 115mCd · 116Cd · 117Cd · 117mCd · 118Cd · 119Cd · 119mCd · 120Cd · 121Cd · 121mCd · 122Cd · 123Cd · 123mCd · 124Cd · 125Cd · 125mCd · 126Cd · 127Cd · 128Cd · 129Cd · 129mCd · 130Cd · 131Cd · 132Cd · 133Cd · 134Cd